# كارلو غامبينو
كارلو غامبينو (بالإيطالية: Carlo Gambino)‏ وهو زعيم عصابة ورجل مافيا إيطالي المولد وأمريكي الجنسية ولد في يوم 24 أغسطس 1902 في مدينة باليرمو في صقلية في إيطاليا، هاجر إلى الولايات المتحدة إلى مدينة نيويورك وقد قام بعدة جرائم هناك أثناء زعامته لعصابة عائلة غامبينو وألتي كانت واحدة من العائلات الخمسة في المافيا الأمريكية، مات في يوم 15 أكتوبر 1976 بعد إصابته بانسداد بعضلة القلب في نيويورك وقد إعترف بعدة جرائم قبل وفاته للقس أثناء قيامه له بسر مسحة المرضى.